# Questions de méthode
Questions de méthode (Het probleem van een methode) is een filosofisch essay van de Franse filosoof Jean-Paul Sartre, verschenen in 1957. Het is later ook samen met zijn boek Critique de la raison dialectique (1960) gepubliceerd. In dit werk tracht Sartre een vorm van het marxisme uiteen te zetten dat verzoenbaar is met zijn existentialisme en niet vervalt in de fouten die, volgens Sartre, het stalinisme en het communisme van de Franse Communistische Partij typeren. Hij roept hierbij de hulp in van verscheidene 'hulpwetenschappen', zoals de sociologie en de psychoanalyse.
Sartre schreef dit essay oorspronkelijk voor het Poolse tijdschrift Twórczość met de opdracht de "toestand van het existentialisme in 1957" te beschrijven. Het is later, in een aangepaste vorm, ook verschenen in Les Temps modernes.

## Marxisme en existentialisme
In het eerste hoofdstuk schetst Sartre een korte geschiedenis van zowel het existentialisme als het marxisme aan de hand van hun grondleggers, Søren Kierkegaard respectievelijk Karl Marx. Beiden ziet hij als een reactie op G.W.F. Hegel en zijn idealisme. Volgens Sartre hebben beide denkers problemen met Hegel omdat zijn denken veel te abstract is en daardoor de band met het concrete bestaan verloren heeft. Voor Kierkegaard gaat het hier om het concrete, existentiële innerlijke bestaan van de mens (zijn gevoelens, zijn angsten, zijn paradoxen, ...), terwijl het voor Marx om de concrete sociaal-economische situatie gaat waarin de mens zich bevindt (hoe de maatschappij op sociaal-economisch vlak geordend is).
Het existentialisme zelf ziet hij meer als een ideologie dan als een filosofie. Het is voor hem immers geen radicaal nieuw denken dat losstaat van de andere filosofische systemen en toebehoort aan een onafhankelijke klasse. Het vroege existentialisme van Kierkegaard stond bijvoorbeeld niet los van de filosofie van Hegel en profileerde zichzelf slechts als tegengestelde. Het latere existentialisme is dan weer iets dat men kan opnemen in de bredere theorie van het marxisme.
Het belang van deze beschrijvingen voor Sartre is om enerzijds aan te tonen dat beide stromingen verwant zijn en anderzijds dat het marxisme in zijn moderne varianten, zoals het stalinisme in de Sovjet-Unie, corrupt geworden is en zijn oorspronkelijk doel vergeten is. Sartre ziet het existentialisme dan ook niet als een soort burgerlijke reactie op het marxisme (in tegenstelling tot Georg Lukács), maar als een correctie op de verstarring van het marxisme. Het voornaamste voorbeeld van deze stagnatie ziet Sartre in de Hongaarse Opstand van 1956. Deze revolutie werd neergeslagen door de Sovjet-Unie, en afgedaan als antimarxistisch, terwijl de roep om vrijheid toch rechtstreeks vanuit het proletariaat kwam. Een gevaar van verval schuilt trouwens ook in het existentialisme, bijvoorbeeld bij de versie die door Karl Jaspers is uitgewerkt. Hij richtte zich vooral op het innerlijke van de mens, los van zijn historische situatie en de samenleving. Toch blijft het marxisme dé filosofie van onze tijd volgens Sartre:
"Men moet echter goed begrijpen: deze aderverkalking is geen normaal ouderdomsverschijnsel, maar wordt veroorzaakt door een wereldwijde samenloop van omstandigheden. Het marxisme is verre van uitgeput; het is nog jong en staat nog bijna in de kinderschoenen; het is nauwelijks aan zijn ontwikkeling begonnen. Het blijft dus de filosofie van onze tijd: het kan niet worden overwonnen, omdat de omstandigheden die het hebben voortgebracht, nog niet zijn onverwonnen."

## Bemiddelingen en hulpwetenschappen
Naast een kritiek op het orthodoxe marxisme viseert Sartre ook andere onderzoeksmethodes. Het marxisme heeft meer nodig dan het dialectisch materialisme, en het existentialisme kan dit bieden. Hij plaatst zichzelf hier tegenover Georg Lukács die het Duits existentialisme gelijkstelde met nazisme en het Franse existentialisme herleidde tot de filosofie van de bourgeoisie. Op die wijze kan men alles bewijzen over het existentialisme. Volgens Sartre daarentegen kan het existentialisme net de inhoud aan het marxisme bieden, die het zelf mist.
Omdat kennis over het concrete nodig is, bespreekt Sartre ook de rol van hulpwetenschappen. Een daarvan is de "Amerikaanse sociologie". Deze sociologie wordt niet meteen verworpen als "burgerlijk" (zoals andere marxisten dan doen), maar is wel problematisch omdat het een gebrek heeft aan een sterke theoretische onderbouw. Zo is zij (nog) te positivistisch van aard en heeft zo geen oog voor de historische dimensie van de samenleving. Deze aandacht vindt hij bijvoorbeeld wel terug in het werk van Henri Lefebvre. Hetzelfde lot is de psychoanalyse beschoren: ze is niet per definitie fout (noch in strijd met het dialectisch materialisme), maar is nog gevangen in burgerlijk idealisme. Sartre is wel positief over de aandacht die de psychoanalyse heeft voor het individu en de bepalende rol van het gezin voor het denken van dit individu. Het is volgens hem dan ook noodzakelijk dat deze "hulpwetenschappen" in het marxisme worden geïntegreerd. Het probleem van het marxisme, is net dat het een concrete antropologie ontbeert. Sartre schrijft:
"[I]k verwijt het huidige marxisme dat het alle concrete bepalingen van het menselijk leven aan het toeval toeschrijft, en dat het van de historische totalisering enkel en alleen het algemene, abstracte geraamte overhoudt. Het gevolg hiervan is dat het marxisme alle begrip van wat een mens is, verloren heeft. Om deze lacune te vullen zoekt het zijn toevlucht bij de absurde psychologie van Pavlov. Tegenover deze idealisering van de filosofie en deze ontmenselijking van de mens houd ik staande dat het toeval tot een minimum kan en moet worden beperkt."

## Progressief-regressieve methode
In het laatste deel van dit werk schetst Sartre zijn eigen visie op de geschiedenis en de menselijke vrijheid en hoe deze principes passen in zijn marxistische theorie. Sartre verwerpt immers het determinisme dat vaak gepaard gaat met het dialectisch materialisme binnen het marxisme. Zijn eigen voorstel is een combinatie van een historisch materialisme en een existentialistische psychoanalyse. Op deze wijze combineert hij de klassenstrijd en -relaties met het gegeven van individuele verantwoordelijkheid.
Sartres analyse bestaat dus uit twee stappen: allereerst een regressieve analyse van de bredere, sociale structuren (zoals familie, klasse of tijdperk) en vervolgens de progressieve analyse waarin het perspectief van de personen zelf wordt ingenomen (vanuit hun existentie, hun ervarend bestaan). Sartre past deze methode in dit werk toe op enkele schrijvers, zoals Gustave Flaubert. Deze methode wordt echter pas in de diepte uitgewerkt in zijn volgende hoofdwerk, waarvoor deze tekst slechts een opstapje was, Critique de la raison dialectique (1960).